# AC-1 Sentinel
Der Cruiser Tank AC-1 Sentinel war ein australischer Panzertyp des Zweiten Weltkriegs. Hersteller des Fahrzeugs war das Unternehmen New South Wales Railways. Der Name Sentinel bedeutet Schildwache oder Wächter was darauf hindeutet, dass sich Australien gegen eine japanische Invasion wappnen wollte.
Die Abkürzung „AC“ steht für „Australian Cruiser“ und kennzeichnet das Modell als Cruiser-Tank-Kreuzer-Panzerkampfwagen.

## Hintergrund
Kurz nach Beginn des Zweiten Weltkrieges entschied das Ministry of Munitions, welches für die Bewaffnung der australischen Streitkräfte zuständig war, dass man sich nicht auf Panzerlieferung aus Großbritannien oder den USA verlassen wollte. Die japanische Expansionspolitik stellte für Australien eine ernsthafte Bedrohung dar und nachdem die britischen Streitkräfte die Masse ihrer modernen Ausrüstung in der Schlacht um Frankreich verloren hatte, würde das Commonwealth-Land voraussichtlich für längere Zeit nicht in der Lage sein Ausrüstung abzugeben. Die Vereinigten Staaten hatte noch nicht auf Kriegsrüstung umgestellt.
Obwohl Australien keine Autoindustrie besaß, wenig Ingenieurwissen in diesem Bereich zur Verfügung hatte und praktisch keinerlei Erfahrung begann man eigene Panzer zu entwerfen. Und um möglichst schnell Fortschritte zu erreichen wurde 1940 ein Ingenieur aus der Waffenfertigung, A. Chamberlain, in die Vereinigten Staaten geschickt, um sich mit der Fertigung von Panzern vertraut zu machen.

## Entwicklung
Im Jahr 1940 trafen letztlich in Australien drei Ingenieure zusammen, welche als Entwicklergruppe des Australian Army Design Directorate das Projekt eines ersten australischen Panzers zur Umsetzung bringen sollten. Der britische Experte für Panzerbau, Colonel W.D. Watson im Dezember 1940 vom britischen Generalstab geschickt, ein aus Japan geflohener französischer Panzerexperte R. Perrier und Chamberlain. Dieser Gruppe gelang die Konstruktion und Fertigung des Sentinel.
Die Forderung des australischen Generalstabs (GS) im November 1940 beschrieb einen Panzer mit vier oder fünf Mann Besatzung, einem Gewicht zwischen 16 und 20 Tonnen, einer Panzerung von bis zu 50 mm Stärke, einer Höchstgeschwindigkeit von 30 mph (48,28 km/h), einer Reichweite von 150 Meilen (241,5 km) und einer Bewaffnung mit einem 2-pdr-Geschütz sowie zwei Maschinengewehren. Schon ab Juli 1941 sollten pro Tag etwa 10 Fahrzeuge gebaute werden und man wollte die eigenen Streitkräfte mit etwa 2.000 Fahrzeugen ausrüsten.
Sowohl Watson als auch Chamberlain hatten in den USA den M3 Medium Tank gesehen und entschieden für ihr eigenes Panzerprojekt die Fahrwerks- und Antriebstechnik zu übernehmen, bzw. zu kopieren, so dass man bereits vorhandene Teile nutzen konnte.
Es entstand der erste Entwurf, der AC-I, der jedoch zunächst nicht umgesetzt wurde, da er als zu schwierig zu fertigen erachtet wurde. Chamberlain machte sich an den Entwurf AC-II, der ein leichteres Fahrzeug im Bereich von 16 bis 18 Tonnen darstellte. Doch galt es als zu kompliziert, an die vielen amerikanischen Bauteile dieses Entwurfs zu kommen. Deshalb wurde im September 1940 beschlossen, doch den AC-I zu bauen. Es gab einige Herausforderungen beim Antrieb, die mit einem neuartigen Konzept gelöst wurden.
Anfang 1941 wurde ein Holzmodell angefertigt und im Oktober 1941 wurde die erste Wanne gegossen. Der erste Prototyp des AC-I war im Januar 1942 fertig.

## Produktion
Die ersten drei Versuchsfahrzeuge wurden im Januar 1942 fertiggestellt und im August dieses Jahres begann die reguläre Fertigung.
Die Chullona Tank Assembley Shops in New South Wales lieferten bis zum Juli 1943 sechsundsechzig Fahrzeuge aus. Danach wurde die Fertigung eingestellt. Diese Fertigungsstätte war im Januar 1942 gebaut worden und wurde von der New South Wales State Railways geführt.
Es eine beachtliche Leistung, dass Australien in kürzester Zeit ein Panzerprogramm und die entsprechenden Industrieanlagen errichten konnte.

## Technische Beschreibung
In der ursprünglichen Konzeption war ein Guiberson Diesel-Motor eingeplant, doch da man glaubte diesen kaum erhalten zu können, konstruierte man ein Kleeblatt mit drei Pkw-Motoren (erst Ford, später Cadillac) die parallel die Hauptantriebswelle betrieben. Für die Panzerung wurden ausschließlich in Australien produzierbare, gewalzte und gegossene Stahllegierungen eingesetzt. Völlig überraschend war es den Australiern als ersten überhaupt gelungen, die Wanne aus einem einzigen Stück zu gießen. Einige der aus dem Konzept des Medium Tank M3 stammenden Bauteile wurden für die australische Fertigung vereinfacht. Die vertikal gefederten Rollenwagen des M3 wurden ähnlich der französischen Hotchkiss-Panzer umgebaut und hatten nun eine horizontale Federung.
Das erste Fahrzeug dieses Typs war mit einer 2-Pfünder-Kanone (40 mm) bewaffnet und besaß eine gute Panzerung (bis 65 mm). Später wurden Versuche mit 25-Pfünder-Haubitzen und einer 17-pdr AT Gun unternommen.

## Einsatz
Die in Australien gefertigten Panzer wurden nur für die Weiterentwicklung und für Ausbildungszwecke von RAAC eingesetzt. Ursächlich war, dass ab Mitte 1943 der gesamte Bedarf der gepanzerten australischen Kampftruppen durch US-amerikanische und britische Lieferungen gedeckt werden konnte. Die teilweise gemeinsam mit ihren Alliierten eingesetzten Verbände konnten durch die einheitliche Ausrüstung auf die logistische Versorgungskette dieser Nationen zurückgreifen.
Die Australian Armoured Division erhielt Matildas, Valentines, Grands und M3 Light tanks. Die Fahrzeuge wurden allerdings von den Australiern entsprechend der eigenen geographischen Bedürfnisse umgebaut, wobei zahlreiche Varianten von Flammpanzern, Dozern und Bergepanzern entstanden.

## Varianten
Das Royal Australian Armoured Corps forderte unterschiedliche Bewaffnungsvarianten. Aus diesem Grund wurde das Fahrzeug zu unterschiedlichen Versuchsumbauten verwendet.
- AC I „Sentinel“
  - eine Ordnance QF 2 Pfünder-Kanone (40 mm) (130 Schuss)
  - zwei Vickers-Maschinengewehre (4.250 Schuss)
  - drei Cadillac V8 Motoren (zwei nebeneinander und ein Motor dahinter)

- AC III (Prototyp)
  - eine Ordnance QF 25 Pfünder-Kanone (87,6 mm)
  - ein Vickers-Maschinengewehr
  - die Besatzung wurde auf vier Mann reduziert, indem das MG im Bug entfernt wurde
  - drei Cadillac V8 Motoren

- AC IV (Prototyp)
  - eine Ordnance QF 17 Pfünder-Kanone (76,2 mm) oder Ordnance QF 25 Pfünder-Kanone
  - ein Vickers-Maschinengewehr
  - Motorisierung gleich der des AC III